# Ruth Beckmann
Ruth Beckmann (* 5. Februar 1925 in Essen) ist eine hessische Politikerin (CDU) und ehemalige Abgeordnete des Hessischen Landtags.

## Ausbildung und Beruf
Ruth Beckmann besuchte 1931 bis 1941 Volks- und Realschule und schloss diese 1941 mit der mittleren Reife ab. Zwischen 1941 und 1943 musste sie ein Pflichtjahr beim Reichsarbeitsdienst ableisten und besuchte dann ab 1943 die Lehranstalt für medizintechnische Assistentinnen in Berlin, wo sie 1944 das Examen ablegte. Nach dem Krieg arbeitete sie von 1951 bis 1954 als Sachbearbeiterin beim Hauptvorstand der Gewerkschaft deutscher Eisenbahner. Ruth Beckmann ist verheiratet und hat 2 Kinder.

## Politik
Ruth Beckmann ist Mitglied der CDU und dort in verschiedenen Vorstandsämtern aktiv. Kommunalpolitisch war sie von 1964 bis 1970 Stadtverordnete in Frankfurt am Main und von 1969 bis 1981 Mitglied der Verbandsversammlung des Landeswohlfahrtsverbandes Hessen. Zwischen dem 1. Dezember 1970 und dem 4. August 1983 war sie vier Wahlperioden lang Mitglied des Hessischen Landtags. In den Jahren 1974 und 1979 war sie Mitglied der Bundesversammlung.

## Ehrungen und Auszeichnungen
- 1979: Verdienstkreuz am Bande der Bundesrepublik Deutschland[1]
- 1983: Verdienstkreuz 1. Klasse der Bundesrepublik Deutschland[2]

## Weblink
- Ruth Beckmann. Abgeordnete. In: Hessische Parlamentarismusgeschichte Online. HLGL & Uni Marburg, abgerufen am 10. Juni 2024 (Stand 28. November 2023).